# Тълминци
Тълминци или Тлъминци (на македонска литературна норма: Т'лминци) е село в Северна Македония, в община Крива паланка.

## География
Селото е разположено в областта Славище, на десния бряг на Габърската река, на 8 километра западно от общинския център Крива паланка.

## История
В края на XIX век Тълминци е българско село в Кривопаланска каза на Османската империя. Според статистиката на Васил Кънчов („Македония. Етнография и статистика“) от 1900 година Тлъменци е населявано от 250 жители българи християни.
Цялото християнско население на селото е под върховенството на Българската екзархия. По данни на секретаря на екзархията Димитър Мишев („La Macédoine et sa Population Chrétienne“) в 1905 година в Тлъминци има 208 българи екзархисти и в селото функционира българско училище.
През май 1908 година селото е опожарено от сръбски чети.
При избухването на Балканската война в 1912 година един човек от Тълминци е доброволец в Македоно-одринското опълчение.
След Междусъюзническата война в 1913 година селото попада в Сърбия.
По време на Първата световна война Тлъминци е включено в Мождивяшка община и има 135 жители.
Според преброяването от 2002 година селото има 73 жители, всички северномакедонци.

## Личности
Родени в Тълминци
- Петко Стефанов (? – 1920), български революционер, войвода на ВМОРО и ВМРО
- Станко Станков (1856 – 1934), български опълченец
- Христо Костов Арсов (1894 – 1915), македоно-одрински опълченец, 3 рота на 7 кумановска дружина.[7] Загинал през Първата световна война.[8]